# 1868 az irodalomban

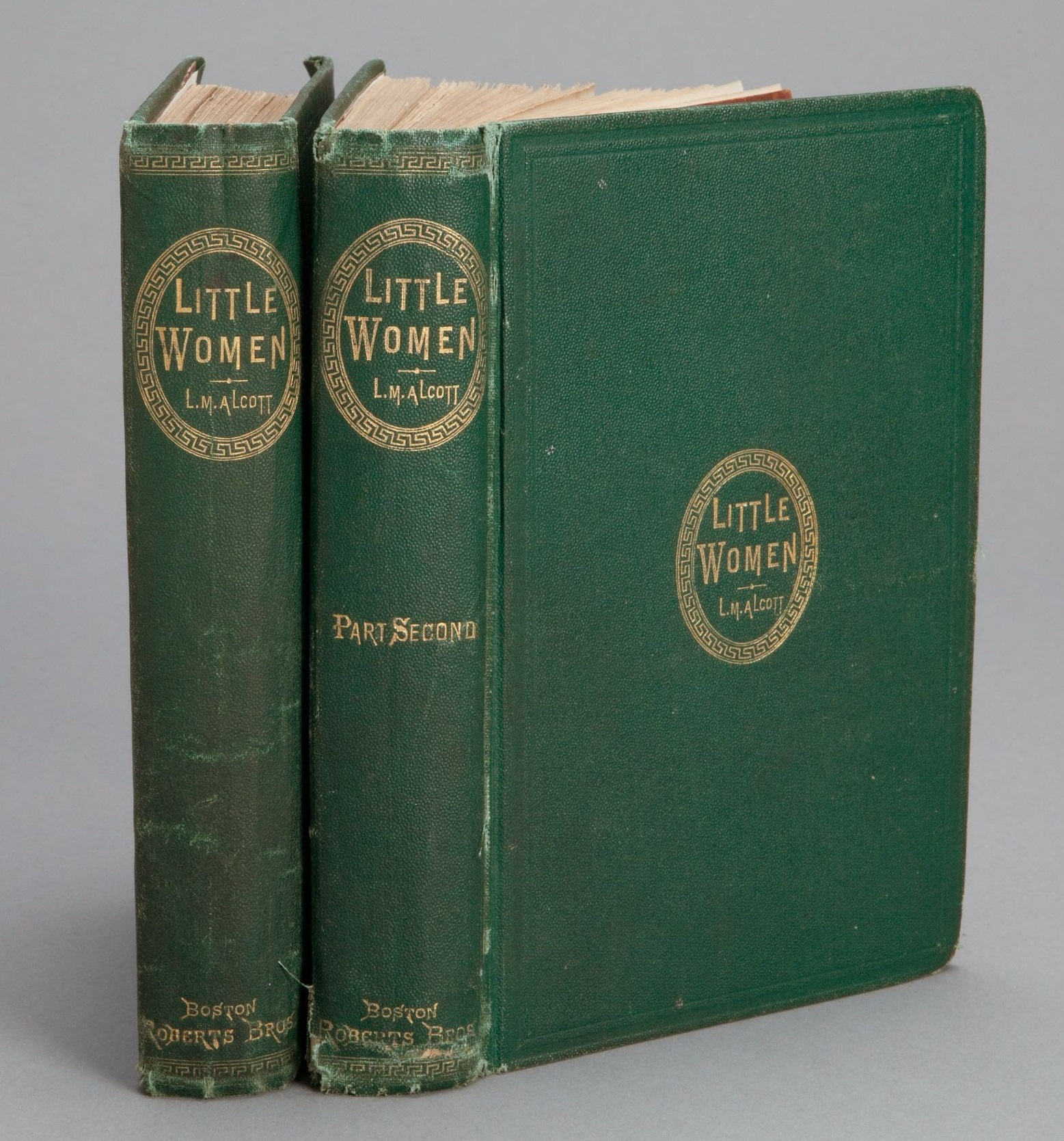
Little Women

Az 1868. év az irodalomban.

## Megjelent új művek

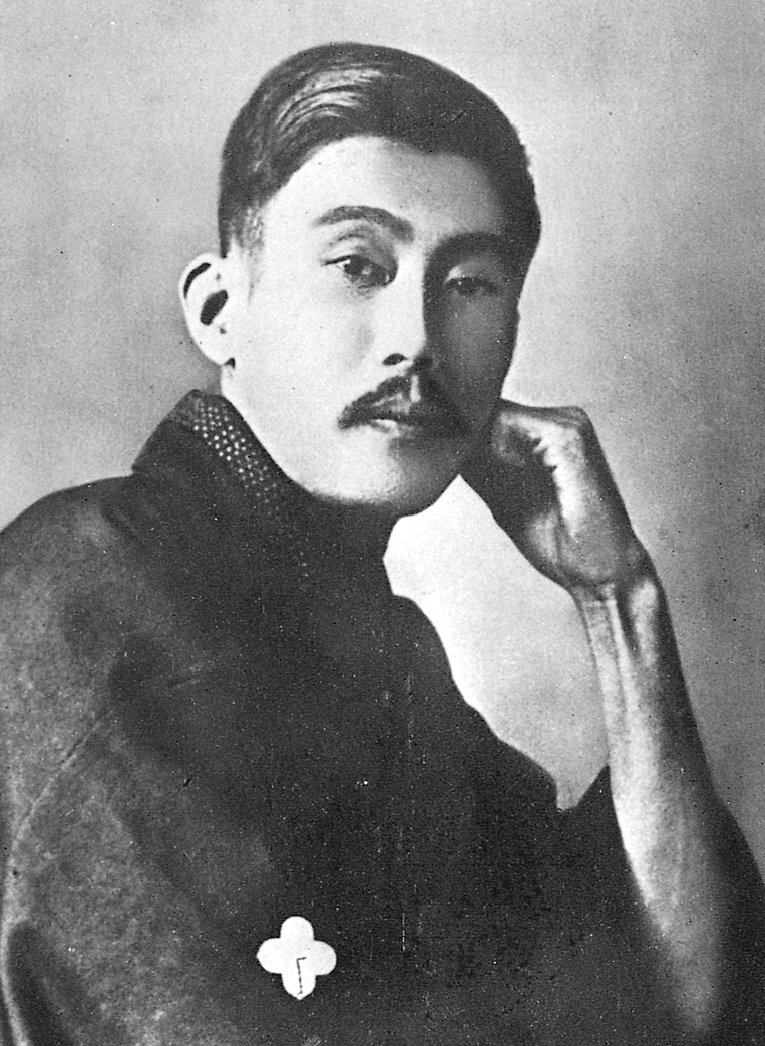
Ozaki Kójó

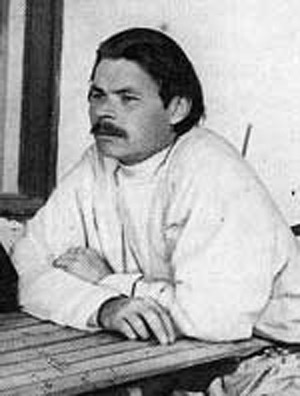
Makszim Gorkij

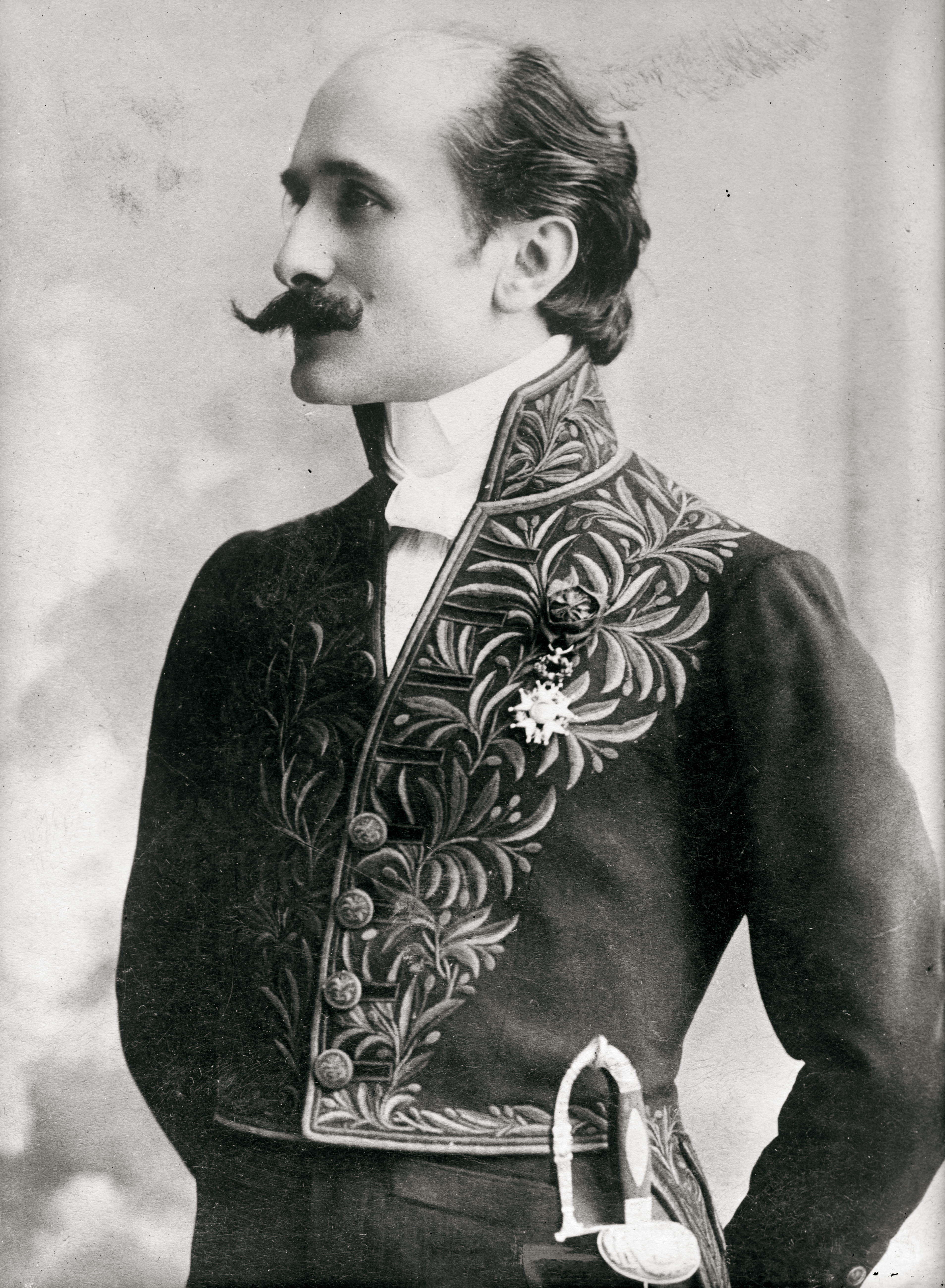
Edmond Rostand

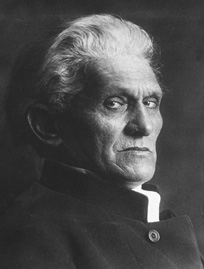
Stefan George

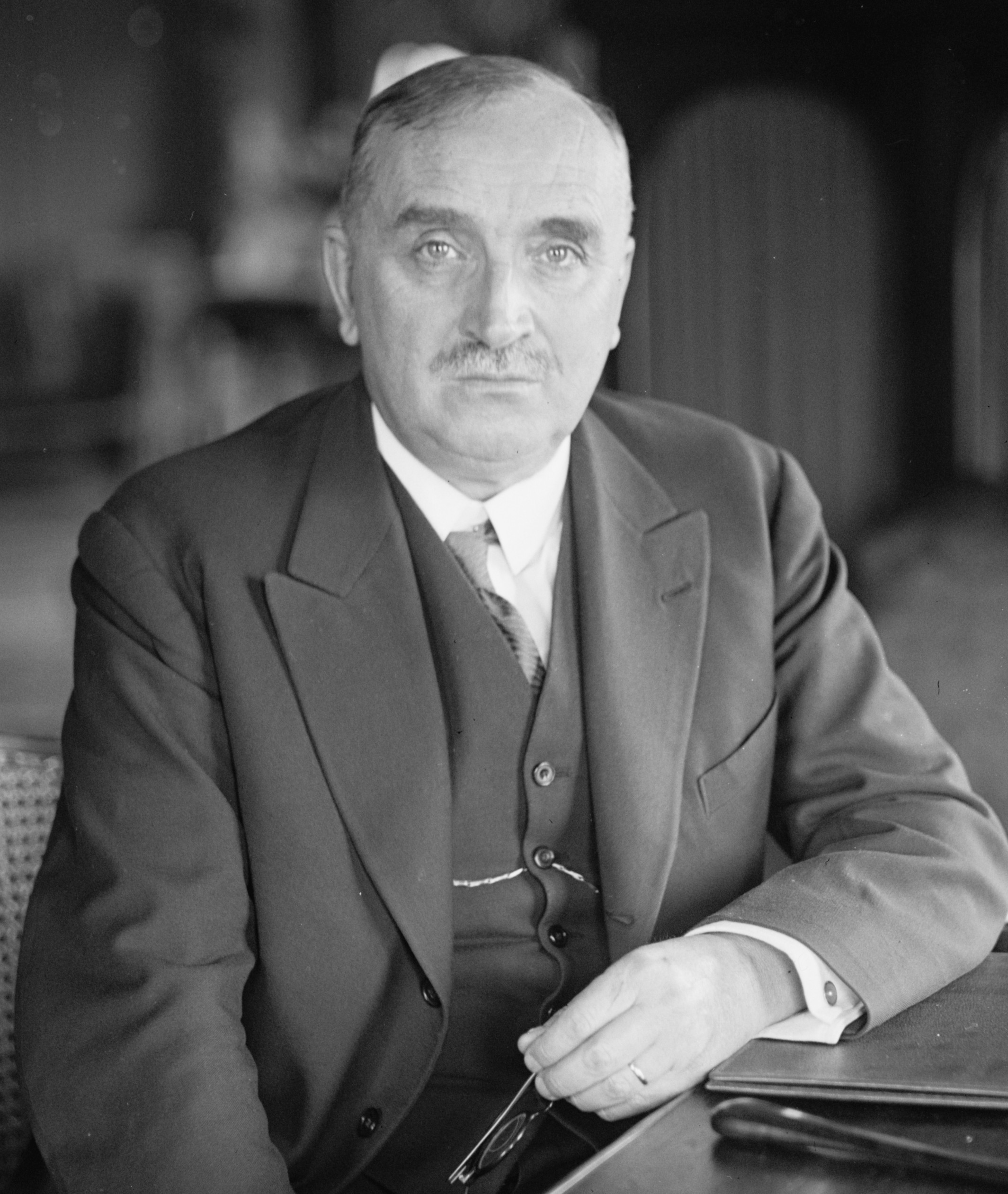
Paul Claudel

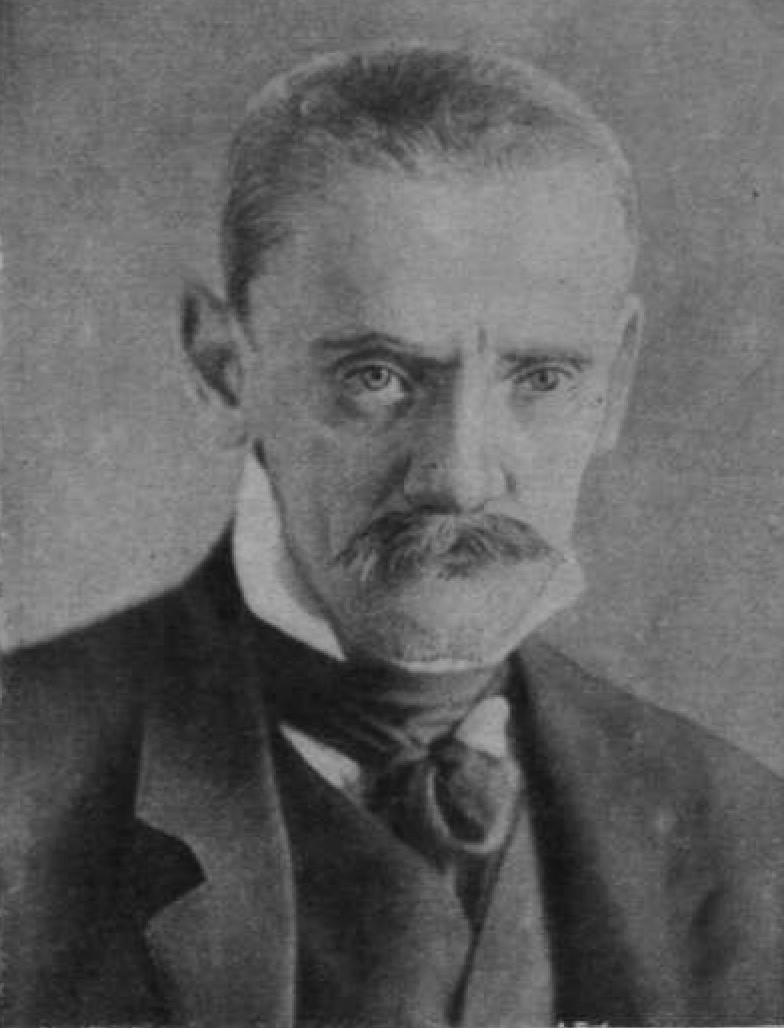
Cholnoky Viktor

- Louisa May Alcott amerikai írónő kétkötetes regénye: Little Women (1868–1869)
- Wilkie Collins regénye: The Moonstone (A holdkő)
- Alphonse Daudet regénye: Le Petit Chose (A kis izé)
- Jules Verne: Grant kapitány gyermekei (Les Enfants du capitaine Grant)
- Fjodor Mihajlovics Dosztojevszkij: A félkegyelmű (Идиот)
- Megjelenik Lev Tolsztoj monumentális regénye, a Háború és béke első három kötete, majd májusban a negyedik kötet is[1]

### Költészet
- Robert Browning verses regénye: The Ring and the Book (A gyűrű és a könyv), 1868–1869[2]
- Hviezdoslav szlovák költő első verseskötete: Básnické prviesenky Jozefa Zbranského (’Jozef Zbranský költészeti kankalinjai’)

### Dráma
- Megjelenik Alekszej Konsztantyinovics Tolsztoj történelmi dráma-trilógiájának második darabja: Fjodor Ivanovics cár (Царь Федор Иоаннович); 30 év tiltás után, először 1898-ban mutatják be Szentpéterváron[3] (A trilógia első része 1866-ban, harmadik része 1870-ben jelent meg nyomtatásban)

### Magyar nyelven
- Megjelenik Szigligeti Ede szomorújátéka, A trónkereső; az MTA 1867. évi Karátsonyi-jutalmával kitüntetett pályamű (ezt tartják a szerző legjobb tragédiájának)
- Vajda János visszaemlékezése folytatásokban: Egy honvéd naplójából. A következő évben könyv alakban is megjelenik[4]

## Születések
- január 10. – Ozaki Kójó japán költő, író († 1903)
- február 11. – Papp Dániel író, novellista († 1900)
- március 28.– Makszim Gorkij orosz, szovjet író, drámaíró († 1936)
- április 1. – Edmond Rostand francia költő, drámaíró, az újromantika képviselője († 1918)
- május 6. – Gaston Leroux francia író († 1927)
- július 12. – Stefan George német költő, műfordító, a modern német líra képviselője († 1933)
- augusztus 6. – Paul Claudel francia drámaíró, költő, esszéíró és diplomata († 1955)
- augusztus  23. – Edgar Lee Masters amerikai költő, életrajz- és drámaíró († 1950)
- december 19.  – Eleanor H. Porter amerikai novellista írónő († 1920)
- december 23. – Cholnoky Viktor író, műfordító († 1912)

## Halálozások
- január 23. – Erdélyi János költő, népdalok és népmesék gyűjtője (* 1814)
- január 26. – Vas Gereben ügyvéd, író, a szabadságharcot követően Jókai után a legnépszerűbb elbeszélők egyike (* 1823)
- január 28. – Adalbert Stifter osztrák író, költő, festő és pedagógus (* 1805)
- július 16. – Dmitrij Ivanovics Piszarev orosz író, irodalomkritikus (* 1840)
- július 30. – Tompa Mihály költő, a népi-nemzeti irodalmi irányzat jeles képviselője (* 1819)
- augusztus 24. – Constantin Negruzzi román író, műfordító, politikus; a román romantikaúttörője (* 1808)
- október 25. – Jacob van Lennep holland költő, író (* 1802)